# Reginald Hewetson
Sir Reginald Hackett Hewetson, GCB, DSO (* 4. August 1908 in Shortlands, Bromley, Kent, England; † 19. Januar 1993) war ein britischer Offizier der British Army, der zuletzt als General zwischen 1964 und 1967 Generaladjutant des Heeres (Adjutant-General to the Forces) war.

## Leben

### Offiziersausbildung, Zweiter Weltkrieg und Nachkriegszeit
Reginald Hackett Hewetson begann nach dem Besuch der Repton School eine Offiziersausbildung an der Royal Military Academy Woolwich. Nach deren Abschluss 1928 fand er zahlreiche Verwendungen in der Royal Artillery der British Army und diente zwischen 1929 und 1935 in der Britisch-Indischen Armee. Während des Zweiten Weltkrieges war er 1942 zunächst Generalstabsoffizier für Kommunikation bei der in Nordafrika eingesetzten Ersten Armee (First Army) sowie anschließend zwischen  1942 und 1943 Generalstabsoffizier I der ebenfalls dort eingesetzten 78. Infanteriedivision (78th Infantry Division), der sogenannten „Battleaxe Division“. Im Anschluss folgte zwischen 1943 und 1944 eine Verwendung als Kommandeur (Commanding Officer) des 121. Feldartillerieregiments (121st Field Regiment Royal Artillery) in Italien sowie 1944 als Kommandeur des 6. Feldartillerieregiments (6th Field Regiment Royal Artillery), welches ebenfalls in Italien verwendet wurde. Nachdem er 1944 kurzzeitig Kommandeur der Artillerieverbände der 78. Infanteriedivision war, fungierte er zwischen 1944 und 1945 als Brigadegeneral im Stab des in Italien sowie in Griechenland eingesetzten X. Korps (X Corps).
Nach Kriegsende war er von 1945 bis 1947 Brigadegeneral im Stab der britischen Besatzungstruppen in Österreich und 1949 Absolvent des Imperial Defence College (IDC). Nach deren Abschluss war Brigadegeneral (Brigadier) Hewetson zwischen Januar 1952 und November 1952 stellvertretender Leiter der Abteilung Stabsdienste (Deputy Director of Army Staff Duties) im Kriegsministerium (War Office). Im Anschluss wurde er nach Deutschland versetzt und war dort von Dezember 1952 bis Oktober 1955 Kommandeur der Artillerieverbände der 2. Infanteriedivision (2nd Infantry Division). Danach wurde Generalmajor (Major-General) im März 1954 Hewetson Nachfolger von Generalmajor John d’Arcy Anderson als Kommandierender General (General Officer Commanding) der 11. Panzerdivision (11th Armoured Division) und verblieb in dieser Verwendung bis zur Auflösung dieser Division im April 1956. Daraufhin wurde er im April 1955 erster Kommandierender General der neu aufgestellten 4. Division (4th Division) und blieb auf diesem Posten bis März 1958, woraufhin Generalmajor Gerald Hopkinson seine Nachfolge antrat. Im September 1958 wurde er als Nachfolger von Generalmajor Nigel Poett Kommandant des Staff College Camberley ab und übte diese Funktion bis zu seiner Ablösung durch Generalmajor Charles Harington im Oktober 1961 aus.

### Aufstieg zum General
Generalleutnant (Lieutenant-General) Reginald Hewetson löste im Dezember 1961 als Kommandierender General der Streitkräfte in Hongkong (Commander British Forces in Hong Kong) ab. Er blieb auf diesem Posten bis März 1963 und wurde danach von Generalleutnant Richard Craddock abgelöst. Während dieser Zeit wurde er am 2. Juni 1962 zum Knight Commander des Order of the Bath (KBE) geschlagen und führte fortan das Prädikat „Sir“. Danach trat er im April 1963 abermals die Nachfolge von General Nigel Poett an, und zwar dieses Mal als Kommandeur der Landstreitkräfte im Fernen Osten (Commander, British Far East Land Forces). Er übte diese Funktion bis Juni 1964 aus und wurde daraufhin von Generalleutnant Alan Jolly abgelöst.
Zuletzt wurde General Hewetson im Oktober 1964 Nachfolger von General James Cassels als Generaladjutant des Heeres (Adjutant-General to the Forces) und war als solcher bis zu seinem Eintritt in den Ruhestand im Oktober 1967 sowie seiner anschließenden Ablösung durch General Geoffrey Musson im Verteidigungsministerium zuständig für die Entwicklung der Personalpolitik und der Unterstützung der Armee. In dieser Zeit fungierte er zugleich von 1966 bis 1967 als Aide-de-camp von Königin Elisabeth II. und wurde am 11. Juni 1966 zum Knight Grand Cross des Order of the Bath (GCB) erhoben. Aus seiner Ehe mit Patricia Mabel Burkitt ging die Tochter Kathleen Hewetson hervor.